# Герб Костромской области
Герб Костромской области наряду с флагом является официальным геральдическим символом Костромской области.
Герб области введён Законом Костромской области от 28 апреля 2006 года № 13-4-ЗКО «О гербе Костромской области» (принят Костромской областной Думой 20 апреля 2006 года).

## История герба
Первый Закон о гербе был принят Думой Костромской области 23 ноября 1995 года. 21 января 1999 года Костромская областная Дума приняла новый Закон о гербе области, восстановив губернский герб 1878 года, лишённый внешних украшений щита. Глава администрации В. А. Шершунов утвердил Закон 29 января 1999 года (№ 41).
Эта версия герба соответствует современному малому гербу области — гербовому щиту без золотой российской Императорской короны, щитодержателей, подножия и ленты ордена Ленина.

## Описание
Геральдическое описание герба области гласит:
«В лазоревом (синем, голубом) поле на серебряной волнистой оконечности золотой корабль, украшенный на носовой части орлиной головой, имеющей червленые (красные) глаза и язык, и крыльями, с семью гребцами, с вымпелом на корме, с парусом и флагом, на котором — российский орел времен Александра II (черный двуглавый орел с золотыми клювами и лапами и червлеными (красными) языками, коронованный двумя малыми Императорскими коронами и сопровожденный во главе одной большой Императорской короной с лазоревыми (синими, голубыми) лентами, имеющий в лапах российский скипетр и державу; в сердцевом щитке — московский герб).
Щит увенчан золотой (без цветных элементов) российской Императорской короной. Щитодержатели — золотые грифоны с львиными передними лапами и гребнями вместо грив, с червлеными (красными) глазами и языками; подножие — золотое узорное. Подножие дополнено лентой ордена Ленина».

## Версии герба
Устанавливаются три равнодопустимые версии воспроизведения герба области:
- полный герб области — совпадает с геральдическим описанием герба области
- средний герб области — коронованный щит (без щитодержателей, подножия и ленты ордена Ленина)
- малый герб области — гербовый щит (без золотой российской Императорской короны, щитодержателей, подножия и ленты ордена Ленина)

## Обоснование символики герба
Герб области отражает богатую событиями историю области, неразрывно связанную с важнейшими этапами истории Российского государства.
Главной фигурой герба области является золотой корабль — символ движения, достижения цели, украшенный орлиной головой — символ разума, индивидуальности и духовной жизни, и крыльями — символами полета, духовности, воображения, аллегорически показывает Костромскую область, расположенную в центре Европейской части России, в северо-восточной части Центрального экономического района, имеющую выгодные транспортно-географическое положение, что способствует экономическому развитию Костромской области. Основная река — Волга и впадающие в неё крупные реки Кострома, Унжа, Ветлуга показаны в гербе области серебряной волнистой оконечностью.
Серебро символизирует совершенство, благородство, великодушие, чистоту, веру, мир. Красоту и благородство природы Костромской области аллегорически передает лазоревое поле герба области.
Лазурь символизирует истину, честь, великодушие, возвышенность, славу, верность, безупречность, добродетель.
Императорская корона указывает на статус Костромской области как субъекта Российской Федерации.
Костромская земля сыграла особую роль в становлении династии Романовых. Вполне справедливо названная «колыбелью дома Романовых», именно костромская земля стала первой ступенью к восхождению юного Михаила Романова на российский трон. Костромскую землю неоднократно посещали «Величайшие Особы» — Екатерина II, Николай I, Александр II, Александр III, великие князья. Об этом аллегорически говорят щитодержатели — символические животные грифоны, имеющие голову, когти и крылья орла — царя птиц, а тело льва — царя зверей и, таким образом объединяющие две жизненные области — земли и воздуха.
Одним из крупнейших костромских промыслов стало ювелирное дело, показанное в композиции герба узорным золотым подножием. Мастера-ювелиры создали оклад икон и Евангелий, кресты, церковные сосуды, броши и серьги. Изделия с любовью украшались растительным орнаментом, гравировкой, сканью.
Золото символизирует знатность, могущество, богатство, прочность, интеллект, а также христианские добродетели: веру, справедливость, милосердие и смирение.
Лента ордена Ленина, которым Костромская область награждена в 1967 году, показывает заслуги области.
Червлень (красный цвет) символизирует мужество, труд, жизнеутверждающую силу, красоту.